# Oiophysa ablusa

Oiophysa ablusa (лат.) — вид полужесткокрылых насекомых из семейства Peloridiidae. Новая Зеландия.

## Описание
Мелкие полужесткокрылые насекомые с полупрозрачными надкрыльями, длина тела 2—3 мм. Ширина головы 0,87-1,02 мм;
длина головы 0,18-0,23 мм. Комбинированная ширина двух надкрылий до 1,37 мм. Основная окраска желтовато-коричневая. Форма тела широкоовальная, плоская. Голова поперечная, от овальной до V-образной, вогнутой спереди. Пронотум примерно в 3 раза шире своей длины.  Оцеллии отсутствуют. Усики короткие 3-члениковые, булавовидные. Ротовые части гопогнатические. Лапки 2-члениковые. Нелетающие брахиптерные насекомые. Встречаются в лесах из южного бука (Nothofagus). Сезонность: декабрь — март (имаго чаще появляются в феврале).